# Ros Beiaardstadion
Het Ros Beiaardstadion is een stadion gelegen in de Bakkerstraat 47 in Grembergen, deelgemeente van de Belgische stad Dendermonde. Het stadion beschikt over een authentieke houten vol eiken zittribune uit 1925 naar Engels model. In 2015 werd deze tribune voor het laatst gerenoveerd ter verhoging van het zitcomfort van de supporters. Het stadion beschikt sinds 1980 over een verlichting. 
De naam van het stadion is een verwijzing naar het Ros Beiaard, een folkloristisch paard dat zijn oorsprong vindt in de sage van de Vier Heemskinderen. Het is de hoofdfiguur in een tienjaarlijkse, middeleeuwse ommegang te Dendermonde. Bespeler van het stadion is KAV Dendermonde dat in 3de Provinciale Oost-Vlaanderen uitkomt.
In 2021 besliste de gemeenteraad van Dendermonde om het stadion in 2022 af te breken en er in de plaats een sporthal te bouwen.Het stadion werd opgenomen in het boek 10 Belgian Beauties. Het meriteert zulks.